# Gilli (rapper)
Gilli, pseudonimo di Kian Rosenberg Larsson (Copenaghen, 27 giugno 1992), è un rapper e attore danese.

## Biografia
Gilli fece la sua svolta commerciale nel 2014 con il primo EP Ækte vare, che debuttò all'8ª posizione nella Hitlisten e che ottenne una certificazione di disco di platino dalla IFPI Danmark per le 20 000 unità equivalenti in territorio danese. Nello stesso anno, ebbe un ruolo come protagonista nel film danese Ækte vare, diretto da Fenar Ahmad. L'anno seguente uscì il singolo C'est la vie, realizzato con MellemFingaMuzik, che ottenne un successo immediato in Danimarca, dove raggiunse la cima della classifica dei singoli e venne certificato triplo disco di platino per le 270 000 unità vendute nel paese, oltre a risultare il 16º brano più venduto dell'intero anno.
Nel 2016 pubblicò Tidligt op, singolo che esordì in vetta alla classifica dei singoli danese e rimase alla medesima posizione per quattro settimane secutive. Per le 180 000 unità distribuite nel paese, venne certificato due volte disco di platino. Ai Danish Music Awards 2017, noti come la versione danese dei Grammy Award, vinse il riconoscimento all'artista solista danese dell'anno, quello al cantautore dell'anno e la statuetta per la miglior canzone danese dell'anno per il singolo Rica; quest'ultimo, realizzato con Kesi e Sivas, esordì al numero due nella classifica dei singoli in Danimarca e venne certificato triplo platino nel paese.
Nel 2019 avviene la pubblicazione del suo primo album in studio Kiko, il quale esordisce in cima alla classifica degli album danese, dominandola per otto settimane consecutive. L'album ha trascorso oltre un anno in top ten ed è stato certificato quintuplo platino per aver superato le 100 000 unità di vendita in territorio danese.

## Discografia

### Album in studio
- 2019 – Kiko
- 2020 – Euro Connection (con Branco)
- 2021 – Mere end musik (con Benny Jamz e Kesi feat. B.O.C)
- 2022 – Carnival
- 2023 – Suave World
- 2023 – Kiko Club
- 2024 – Kenny (con Benny Jamz)

### EP
- 2014 – Ækte vare
- 2025 – Rene hjerter vinder altid

### Singoli
- 2012 – Små børn
- 2012 – Lykkerig (feat. Kimbo & Murro)
- 2012 – Bagmand (feat. Kimbo)
- 2015 – Orale
- 2015 – C'est la vie (feat. MellemFingaMuzik)
- 2016 – Tidligt op
- 2016 – Adios (feat. Kesi)
- 2016 – Koldt udenfor
- 2016 – Helwa
- 2017 – La varrio (El barrio)
- 2017 – Habibi Aiwa
- 2017 – Rica (feat. Kesi & Sivas)
- 2017 – Langsom
- 2017 – Tranquillo (feat. Branco)
- 2018 – Mon p'tit loup
- 2018 – Frero
- 2018 – Oui (con Sivas e Node)
- 2018 – Mi lulu
- 2018 – Mama (feat. Kesi)
- 2018 – Kolde nætter
- 2019 – Planer (con Branco)
- 2019 – All In (con Branco)
- 2019 – Vai amor
- 2019 – Culo (feat. Branco)
- 2019 – Plata o plomo (con A Typisk)
- 2019 – London Town (con Branco)
- 2019 – Verden vender (con Branco)
- 2020 – Back to Business (con Branco)
- 2020 – La danza (con Branco)
- 2020 – L.U.V
- 2020 – Snik snak
- 2020 – Can't Lose (con Mr Eazi)
- 2020 – 3style
- 2020 – Mozart (con Benny Jamz)
- 2021 – B.O. Bop/Wawa (con Benny Jamz e Kesi)
- 2021 – Kærlighed
- 2021 – Hajde (con Benny Jamz e Kesi feat. B.O.C)
- 2022 – Europa Life (con Benny Jamz)
- 2022 – Baianá
- 2022 – Elo elo (con Benny Jamz e Kesi feat. B.O.C)
- 2023 – Fast Life (con Stepz)
- 2023 – Under Radar (con Benny Jamz e Kesi feat. B.O.C)
- 2024 – Intet nyt (con Merro8)
- 2024 – Robocop
- 2025 – Orange Freestyle (con Benny Jamz)